# Жодовжав
Жодовжав (1873 или 1877—1945) — военный офицер и чиновник правительства во Внутренней Монголии, в конце существования империи Цин, правительства Китайской Республики и Мэнцзяна. Он был этническим монголом, родом из хошуна Шулун-Хобот-Цаган, аймака Шилин-Гол, Внутренней Монголии.

## Имена
Исторические источники называют Жодовжава под разными именами:
- Жодобжаб или Жодубжабу, монгольское имя на основе классического монгольского алфавита.[2]
- Жодовжав, имя на монгольской кириллице.[2]
- Ши Хай (кит. упр. 什海, пиньинь Shíhǎi или кит. упр. 世海, пиньинь Shìhǎi), китайское второе имя.[1]
- Чжо Шихай (кит. упр. 卓什海, пиньинь Zhuō Shíhǎi) китайское имя, транскрипция монгольского имени (кит. упр. 卓特巴扎普, пиньинь Zhuōtèbazhāpǔ, палл. Чжотэбачжапу, реже кит. упр. 卓特巴扎布, пиньинь Zhuōtèbazhābù, палл. Чжотэбачжабу), за которым следовало второе китайское имя.[3]

## Карьера
Во время Синьхайской революции, которая положила конец империи Цин, халха-монголы провозгласили независимость государства Монголия и Дарьгангу, находившуюся тогда под юрисдикцией Жодовжава. Это произошло в марте 1912 года. Он в свою очередь пытался восстановить контроль над этим районом, но 28 августа был взят в плен, и провел его в Урге (ныне Улан-Батор). Он был выпущен в 1915 году в соответствии с условиями Кяхтинского договора 1915 года. После возвращения во Внутреннюю Монголию, он получил высокую оценку со стороны Юань Шикая и звание генерал-лейтенанта. Так он дослужился до старшего амбана в провинции Чахар. Во время революции 1921 года, он был отправлен в очередную попытку восстановить контроль в Дарьганге, но был изгнан советскими калмыцкими войсками и местными партизанами. С тех пор эта территория остается в составе государства Монголия.
В марте 1934 года, Жодовжав был назначен членом недавно созданного в правительстве Нанкина Комитета местной монгольской автономии, вместе с Кэсинъэ, Сэрэндонровом, У Хэлином, Ням-осором, Алтан-Очиром и другими. Тем не менее, в начале 1936 года, Ням-осор, близкий друг и советник Жодовжава, стал жертвой монгольского национализма и противодействия японскому экспансионизму. В ответ, Жодовжав начал сотрудничество с Японией, что вызвало недовольство монгольских националистов. В должности начальника монгольской милиции, он одобрил телеграмму князя Дэмчигдонрова о создании правительства Мэнцзян. В феврале того же года, он и Ли Шоусинь захватили контроль над почтовой администрацией в шести районах провинции Чахар. В ноябре он участвовал в Суйюаньской кампании. В 1937 году он был назначен одним из двух заместителей командиров монгольского отряда охранных войск (蒙古保安隊) наряду с Бао Юэцином.
Жодовжав снова попал в плен в Улан-Баторе во время советского вторжения в Маньчжурию в конце Второй мировой войны, где и умер.